# Sobral (Mortágua)
Sobral is een plaats (freguesia) in de Portugese gemeente Mortágua en telt 2430 inwoners (2001).